# Keysi
O método de luta keysi (em inglês:  keysi fighting method (KFM)), é um método de defesa pessoal que se baseia nos instintos de luta natural do ser humano e várias  técnicas de luta de rua, desenvolvido por Justo Diéguez Serrano das suas experiências de luta nas ruas da Espanha. O sistema foi fundado com ajuda de Andy Norman. Os dois fundadores são instrutores de jeet kune do certificados por Dan Inosanto.
O KFM ficou famoso depois que foi usado nas coerografias de luta dos filmes Batman Begins e da sequência Batman: O Cavaleiro das Trevas.

## Descrição
O KFM foi criado na década de 1950 nas ruas da Espanha e está em constante estado de evolução.
O KFM usa vários ataques múltiplos, com ou sem armas. A marca registrada do KFM é a postura o pensador (pensador) e o ataque pensador (pensataq), que usa uma forma de defesa compacta para proteger a parte mais importante do corpo, a cabeça, golpeando e abrindo a guarda do oponente para finalizar usando vários tipos de golpes — socos, marteladas de punho, chutes, joelhadas, cabeçadas e cotoveladas — nas linhas alta, média e baixa do oponente.
Quando se usa o pensador, o combatente coloca as duas mãos na sua cabeça e a guarda com movimentos cíclicos de cotovelos e antebraços. O pensador usa o sistema de "janelas" (aberturas) durante seus movimentos fluidos e rápidos para observar o oponente. Este sistema permite que o combatente proteja seu rosto enquanto mantém visão no seu oponente.
Ao contrário de muitas artes marciais, o KFM tende a ficar muito perto do oponente durante o combate. A partir da defesa pensador vários contra ataques em pontos vitais (como bíceps, rins ou plexo solar) são frequentemente executados. O KFM também conta com o entendimento de como as pessoas se movimentam ou atacam em uma briga, de forma que durante o ataque, o movimento do corpo do oponente expõe áreas.
Outro aspecto do KFM é sua aproximação de 360 graus para vários ataques seja em pé, ajoelhado, sentado ou deitado. A parte de filosofia do KFM é a redefinição dos termos "predador e presa" onde a suposta vítima se torna o predador e o suposto agressor se torna a presa.
A maioria das academias que oferecem KFM estão localizadas na Europa, mas seminários estão sendo introduzidos nos Estados Unidos onde instrutores estão sendo estabelecidos em Nova Iorque, Texas, Georgia, Maryland, Delaware e Orlando, Florida.
O KFM também está se desenvolvendo na Austrália, com escolas aparecendo em Perth, Brisbane e Canberra.

## Graduação
| Cor | Nível               | Período |
|     | Iniciante           | 1º ano  |
|     | Faixa branca        | 1º ano  |
|     | Faixa amarela       | 1º ano  |
|     | Faixa laranja       | 1º ano  |
|     | Faixa verde         | 2º ano  |
|     | Faixa azul          | 2º ano  |
|     | Faixa marrom        | 2º ano  |
|     | Faixa preta         | 3º ano  |
|     | Faixa preta 2º Grau | 4º ano  |
|     | Faixa preta 3º Grau | 4º ano  |
|     | Faixa preta 4º Grau | 4º ano  |
|     | Faixa preta 5º Grau | 4º ano  |
|     | Faixa preta 6º Grau | 4º ano  |
|     | Faixa preta 7º Grau | 4º ano  |

## Keysi no cinema
- O KFM foi atração no filme Batman Begins como estilo de luta do Batman depois de ser introduzido ao coordenador de dublê pelo campeão mundial de jujutsu Buster Reeves que foi dublê de Christian Bale no filme.[5][6] Foi usado de novo como principal estilo de luta do Batman na sequência Batman: O Cavaleiro das Trevas.[7][8]
- No filme Missão Impossível 3, Tom Cruise use algumas técnicas de KFM.[9]

## Algumas técnicas

### Básicas
- Pensador (Guarda)
- Depredador alerta (Alerta Predador)
- Pensatecho high (Cobertura alta da guarda pensador)
- Pensatecho middle (Cobertura média da guarda pensador)
- Pensatecho low (Cobertura baixa da guarda pensador)
- 3 Ventanas (3 aberturas de observação do pensador)
- Puertas (Pontos fracos da guarda)
- Depredador tumbado feto (Alerta predador encolhido no chão)
- Monoescapa (Fuga)
- Rodar frente (Rolamento para frente)
- Rodar atrás (Rolamento para trás)
- Pensacaidas rodar (Queda com rolamento)
- Monoescala (Subida do chão)
- Pensataque (Ataque com guarda pensador)

### Socos
- Pensajab (Soco Direto Pensador)
- Pensacross (Soco cruzado Pensador)
- Pensahook (Soco gancho Pensador)
- Pensaover (Soco por cima Pensador)
- Pensaslap (Murro Pensador)
- Pensaupper (Soco no queixo Pensador)
- Pensapuños dobles (Socos pensador duplos)

### Cotoveladas
- Pensacodo directu (Cotovelada Pensador)
- Pensacodo descendente (Cotovelada descendente)
- Pensacodo diagonal descendente (Cotovelada descendente diagonal)
- Pensacodo diagonal (Cotovelada pensador diagonal)
- Pensacodo cortemanga (Cotovelada pensador diagonal com puxada de cabeça)
- Pensacodo cortemanga cara (Cotovelada pensador na cara com puxada)
- Pensacodo cortemanga pierna (Cotovelada pensador com puxada de perna)
- Pensacodo doble (Cotovelada pensador dupla)

### Chutes e outros
- Pensapatada lateral (Chute lateral)
- Guadaña (Rasteira)
- Pensapatada suelo (Chute do chão)
- Paso ataq camina (Pisada ao caminhar)
- Paso ataq giro (Pisada ao girar)
- Pensapatada directa (Chute frontal)
- Pensapatada diagonal (Chute diagonal)
- Pensapatada oblicua (Chute oblíquo)
- Paso ataq arrastre (Pisada ao arrastar)
- Pensapatada doble (Chutes pensador duplo)

### Joelhadas
- Rodilla direct (Joelhada direta)
- Rodipica (Joelhada no chão)
- Pensarodilla descendente (Joelhada descendente)
- Pensarodilla diagonal descendente (Joelhada descendente diagonal)
- Pensarodilla diagonal doble (Joelhada diagonal dupla)
- Pensarodilla directa doble (Joelhada direta dupla)
- Pensarodipica cambiada (Joelhada no chão alternada)
- Rompe rodipica (Anulação de joelhada no chão)
- Pensarodilla doble (Joelhada pensador dupla)

### Pegadas e outros
- Cantada Ruim (Pegada)
- Garrabrazo (garra-pegada de braço)
- Cancutoro (Chave de Pescoço)
- Tornado cuerpo (Giro de corpo para arremesso)
- Control 5 (5 técnicas de controle do oponente no chão)
- Garracuelo (Puxada de pescoço)
- Cancuello (Prensa de pescoço)
- Cancuerpo (Prensa de corpo)
- Canpierna (Prensa de perna)
- Pensahombroataq (Ataque com ombro)
- Pensacabeza (Cabeçada)

### Contra-ataques
- Contragarres con pensacodo (Contra-ataque de pegada com cotovelada)
- Contragarres cancutoro (Contra-ataque de chave de pescoço)
- Contragarres garracuelo (Contra-ataque de puxada de pescoço)
- Contragarres cancuello (Contra-ataque de prensa de pescoço)
- Contragarres pensacodo cortemanga (Contra-ataque de cotovelada pensador diagonal com puxada de cabeça)

### Termos complementares
- La Sombra (Treinamento Sozinho)
- Derribo (Derrubada)
- Pie (em pé)
- Rodillas (ajoelhado)
- Sentado (sentado)
- Sobre
- Frente
- Izquierda (Esquerda)
- Derecha (Direita)
- Bajo (Baixo)
- Medio (Médio)
- Por delante (De frente)
- Por detrás (De trás)
- Desde el suelo (Do chão)
- Destruccion (Anulação)
- Desarrolo (Desenvolvimento)